# AG Дракона
AG Дракона (AG Draconis) — двойная система, состоящая из красного гиганта и белого карлика, обращающихся друг вокруг друга за 550 дней. Среднее значение видимой звёздной величины равно 9,8, во вспышках значение возрастает до 7,3; данная звезда является одной из наиболее изученных симбиотических звёзд, вариации яркости наблюдаются уже 124 года. Вспышки происходят каждые 15 лет и длятся 3–6 лет.
Более крупная звезда считается оранжевым гигантом с массой около 1,5 масс Солнца, расширившимся до диаметра около 35 диаметров Солнца; спектральный класс равен K3IIIep. Меньшая звезда является горячим белым карликом массой около 0,4 массы Солнца с температурой поверхности около 80000 K.
Звезда находится в сферическом гало вокруг Млечного Пути, является переменной новой, вспыхивающей каждые 10–15 лет.